# Guide médical de bord
 (juillet 2018).
Le Guide médical international de bord  est un livre publié par l’OIT et l’OMS. Ses modifications sont décidées par un comité mixte ILO/OMS de représentants des gens de la mer, des armateurs et d’experts en médecine maritime.
Ce guide s’inspire du "ship captain’s médical guide" britannique et du "ship’s médecine chest and médical aid at sea"  américain.
Ce guide a pour but d’aider les officiers lors de l’établissement de diagnostics et de soins pour leurs membres d’équipage.
Il est composé : 
- D’une partie traitant des premiers soins à réaliser en cas d’urgence.
- D’une partie traitant de la toxicité des produits chimiques transportés.
- D’une partie traitant d'une soixantaine de maladies et de problèmes médicaux classés par ordre alphabétique.
- D'une partie traitant de la grossesse et des problèmes gynécologiques, puisque le nombre de femmes à bord est de plus en plus important.
- D'une partie traitant des soins médicaux aux naufragés et aux rescapés.
- D'une partie traitant de la manière dont on doit solliciter l’assistance médicale en cas de grave problème de santé en mer.
- D'une partie traitant des maladies propres aux marins pêcheurs.
- D'une partie traitant de la liste des médicaments recommandés à bord.

Ce guide sert à faire face à l’absence de médecin à bord et à l’accès souvent restreint à un centre hospitalier.
Effectivement, hormis les navires de croisière et les navires militaires, les navires marchands et les pécheurs ne sont pas obligés d’avoir des médecins à bord. C’est donc généralement le troisième officier qui doit s’en occuper. Les officiers n'étant pas médecins, ce livre se veut un complément à la formation médicale maritime des officiers de la marine marchande.